# Дан-Лафойнш
Субрегион Дан-Лафойнш (порт. Dão-Lafões) — экономико-статистический субрегион в центральной Португалии.
Входит в состав Центрального региона .
Включает в себя часть округа Визеу и один муниципалитет округа Гуарда.
Территория — 3483 км². Население — 291 017 человек. Плотность населения — 83,5 чел./км².

## География
Субрегион граничит:
- на севере — субрегионы Дору и Тамега
- на востоке — субрегионы Бейра-Интериор-Норте и Серра-да-Эштрела
- на юге — субрегионы Пиньял-Интериор-Норте и Байшу-Мондегу
- на западе — субрегионы Байшу-Вога и Энтре-Дору-и-Вога

## Муниципалитеты
Субрегион включает в себя 15 муниципалитетов:

### Муниципалитеты округа Гуарда
- Агиар-да-Бейра

### Муниципалитеты округа Визеу
- Визеу
- Вила-Нова-де-Пайва
- Возела
- Каррегал-ду-Сал
- Каштру-Дайре
- Мангуалди
- Мортагуа
- Нелаш
- Оливейра-де-Фрадеш
- Пеналва-ду-Каштелу
- Сан-Педру-ду-Сул
- Санта-Комба-Дан
- Сатан
- Тондела